# Krynica (cràter)
Krynica és un cràter sobre la superfície de (951) Gaspra, situat amb el sistema de coordenades planetocèntriques a 49 ° de latitud nord i 35 ° de longitud est. Fa un diàmetre de 0.4 km. El nom va ser fet oficial per la UAI l'any 1994 i fa referència a Krynica-Zdrój, una ciutat a Polònia amb balneari.